# 欧达·绍特穆勒
欧达·绍特穆勒（德語：Oda Schottmüller，1905年2月9日—1943年8月5日）是一位德国表现主义舞蹈演员、雕塑家、面具工匠。绍特穆勒还是反纳粹抵抗组织成员，她最早通过雕塑家库尔特·舒马赫接触到了柏林的一个反法西斯抵抗组织红色交响乐队。1943年8月5日，她在普洛岑湖监狱被处决。 